# 高橋千秋 (野球)
高橋 千秋（たかはし ちあき、1953年 - ）は、日本の元アマチュア野球選手（投手）。

## 経歴・人物
秋田市立高校では、1968年夏の選手権で1年生ながら、投手として出場した。準々決勝に進むが、その準々決勝で新浦壽夫らがいる静岡商業高校に敗退。その後は、県予選で敗退し、甲子園への出場を果たすことはなかった。高校で2年上にエースの鎌田忠和（秋田鉄道管理局）、1年上に捕手の三浦正行がいた。高校卒業後は、新日本製鐵釜石に入社した。
新日本製鐵釜石に在籍していた時に、1972年の名古屋市で開催された第26回ベーブルース杯争奪全国社会人野球大会でエースとして活躍し、決勝で日本軽金属に敗れたものの、敢闘賞を受賞した。1974年の都市対抗野球で岩手銀行の補強選手として出場した。同年のドラフト会議で中日から3位指名を受けたが、入団を拒否し、チームに残留した。
その後も、都市対抗野球大会と社会人野球日本選手権大会に出場し、1978年の第10回全国社会人野球東北大会でチームの初優勝に貢献し、翌年の第11回全国社会人野球東北大会でも優勝を果たし、新日鉄釜石は2連覇を成し遂げた。